# Friedhelm Funkel
Friedhelm Funkel es un exfutbolista y entrenador alemán. Nació en Neuss (Renania del Norte-Westfalia) el 10 de diciembre de 1953. Jugaba de delantero o de mediocentro. Actualmente está sin club.

## Carrera como técnico

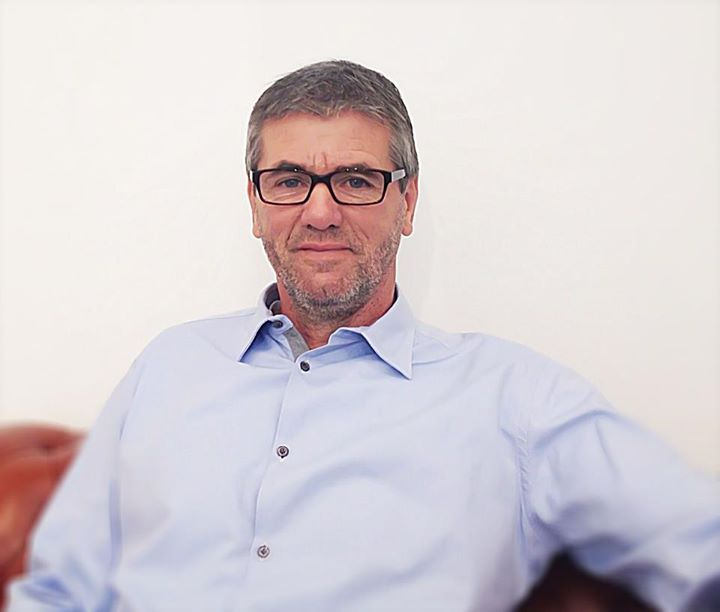
Friedhelm Funkel (2012)

Ha entrenado al Eintracht Frankfurt desde 2004 hasta la finalización de su contrato el 30 de junio de 2009. Llevó al club a la Bundesliga en su primera temporada al frente. Un año más tarde evitó el descenso del equipo y, sorprendentemente, llegó a la final de la DFB-Pokal obteniendo así plaza para la Copa de la UEFA.
Junto a Erich Ribbeck, Funkel tiene el récord de la más larga permanencia en el Eintracht, con cinco temporadas completas. El 3 de octubre de 2009, el Hertha BSC presentó a Funkel como su nuevo entrenador después de haber despedido a Lucien Favre.

## Clubes

### Como jugador
- Bayer 05 Uerdingen - (Alemania)  1974 - 1980
- 1. FC Kaiserslautern - (Alemania)  1980 - 1983
- Bayer 05 Uerdingen - (Alemania)  1983 - 1990

### Como entrenador
Actualizado al 7 de febrero de 2020.
| Club                | País     | Año         | PJ  | PG | PE | PP | %     |
| Bayer 05 Uerdingen  | Alemania | 1991 - 1996 | 171 | 55 | 51 | 65 | 42.10 |
| MSV Duisburg        | Alemania | 1996 - 2000 | 151 | 53 | 46 | 52 | 45.25 |
| FC Hansa Rostock    | Alemania | 2000 - 2001 | 36  | 13 | 7  | 16 | 42.59 |
| 1. FC Köln          | Alemania | 2002 - 2003 | 58  | 26 | 16 | 16 | 54.02 |
| Eintracht Frankfurt | Alemania | 2004 - 2009 | 194 | 70 | 50 | 74 | 44.67 |
| Hertha BSC Berlin   | Alemania | 2009 - 2010 | 33  | 7  | 10 | 16 | 31.31 |
| VfL Bochum          | Alemania | 2010 - 2011 | 37  | 20 | 6  | 11 | 59.45 |
| Alemannia Aachen    | Alemania | 2011 - 2012 | 35  | 6  | 13 | 16 | 29.52 |
| TSV 1860 Múnich     | Alemania | 2013 - 2014 | 36  | 13 | 10 | 13 | 45.37 |
| Fortuna Düsseldorf  | Alemania | 2016 - 2020 | 133 | 53 | 28 | 52 | 46.86 |
| F. C. Colonia       | Alemania | 2021 -      |     |    |    |    |       |

## Títulos

### Campeonatos nacionales
- 1 Copa de Alemania:
  - con el Bayer Uerdingen - 1985
- 1 2. Bundesliga:
  - con el Fortuna Düsseldorf - 2017-18
  - con el F. C. Colonia - 2024-25